# Sable (videogioco)
Sable è un videogioco d'avventura sviluppato dallo studio britannico indipendente Shedworks e pubblicato da Raw Fury il 23 settembre 2021 per Microsoft Windows, Xbox One e Xbox Series X/S.

## Modalità di gioco
Sable è un videogioco open world d'esplorazione, in cui il giocatore può esplorare il mondo di gioco a suo piacimento. Il gioco non ha alcun combattimento e la trama del gioco si scopre solo tramite delle conversazioni occasionali con degli NPC e tramite le ambientazioni, come resti di antiche civiltà che lasciano libera interpretazione al giocatore. Il gioco presente inoltre meccaniche puzzle e platform.

## Sviluppo
I creatori del gioco Daniel Fineberg e Gregorios Kythreotis hanno iniziato a lavorare a Sable nel 2017, all'interno di un capanno appartenente ai genitori di Kythreotis. Nello sviluppo del gioco i due sviluppatori sono stati aiutati dalla scrittrice Meg Jayanth, mentre la colonna sonora è stata affidata al gruppo musicale statunitense Japanese Breakfast.
Il gioco è stato presentato durante l'E3 2018, dove è stato candidato come Miglior Videogioco Indipendente.

## Accoglienza
| Testata                          | Versione | Giudizio |
| -------------------------------- | -------- | -------- |
| Metacritic (media al 25-03-2022) | PC       | 76/100   |
| Metacritic (media al 25-03-2022) | XONE     | 74/100   |
| Metacritic (media al 25-03-2022) | XSXS     | 71/100   |
| Game Informer                    | PC       | 8.75/10  |
| GamesRadar+                      | PC       | 4/5      |
| Gamespot                         | PC       | 9/10     |
| IGN                              | varie    | 7/10     |
| PC Gamer                         | PC       | 93/100   |
| VG247                            | XSXS     | 4/5      |

Sable ha ricevuto un'accoglienza perlopiù positiva dalla critica, andando ad ottenere una media di valutazioni sul sito aggregatore di recensioni Metacritic pari a 76 su 100 per la versione PC, 74 su 100 per la versione Xbox One e 71 su 100 per la versione Xbox Series X/S.
 Il gioco è stato inoltre candidato come "Miglior Videogioco Indipendente al Debutto" ai The Game Awards 2021 e come "Miglior Audio" e "Miglior Videogioco Indipendente" ai Golden Joystick Awards 2021.